# Sten-Olof Carlström
Sten-Olof Carlström, född 18 januari 1942 i Örgryte, är en svensk orienterare som blev världsmästare i stafett 1968 och tog brons i stafett vid nordiska mästerskapen 1967.